# Madre Shipton
Madre Shipton, pseudonimo di Ursula Sontheil o Ursula Southeil (Knaresborough, luglio 1488 – Clifton-on-Yore, 1561), è stata un'indovina e profetessa inglese, la cui reale esistenza è però dubbia.

## Biografia

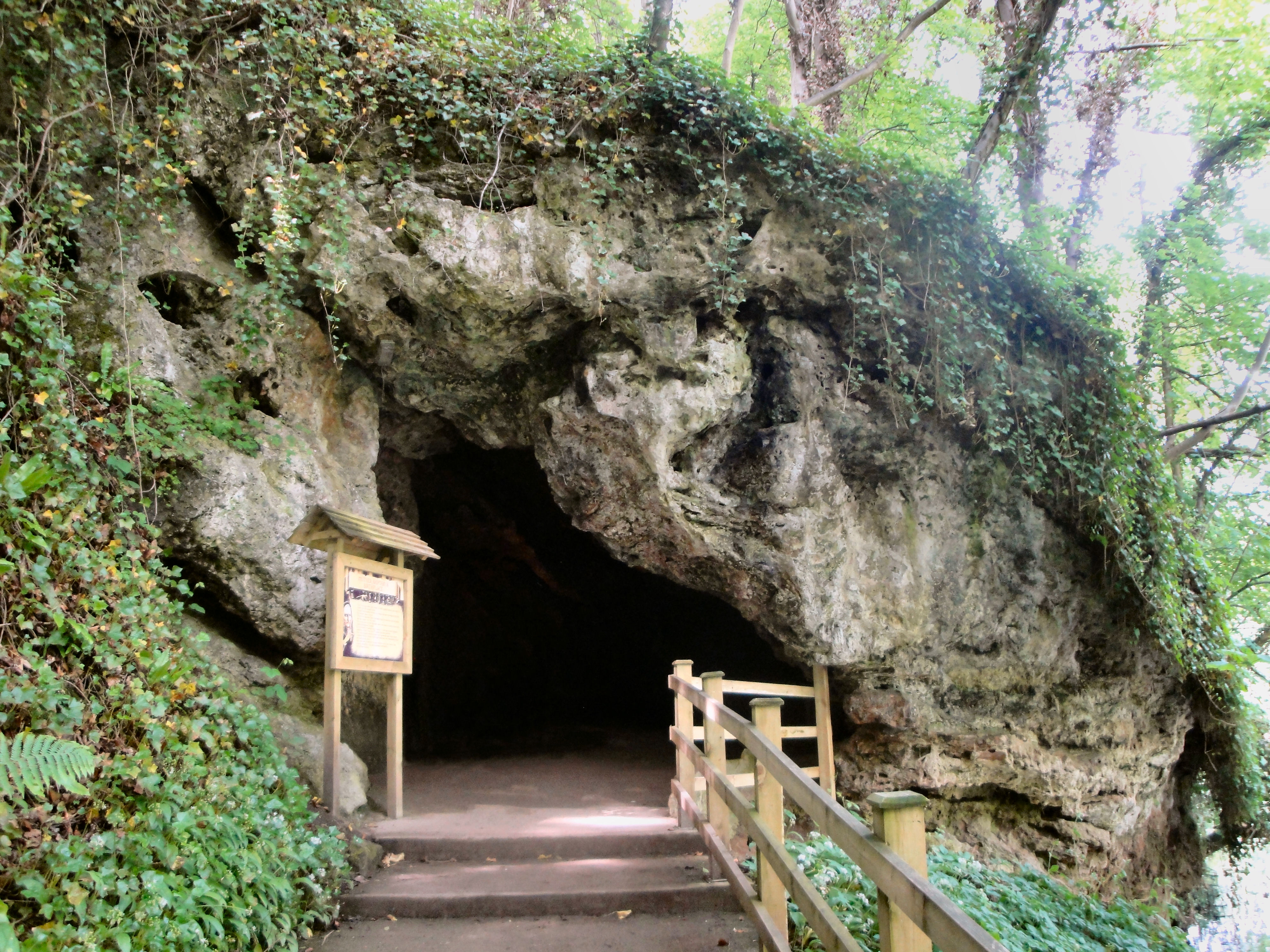
La grotta di Madre Shipton a Knaresborough, ora un'attrazione turistica

Di Madre Shipton sono state pubblicate diverse biografie nel corso degli anni, ciascuna più ricca di particolari delle precedenti; dalle fonti critiche è considerata, al pari di Robin Hood e Re Artù, una figura leggendaria, forse basata su una persona realmente esistita ma la cui vera storia è stata modificata e romanzata più volte.
Secondo le sue biografie, il suo vero nome era Ursula Sontheil (o Southeil). Era nata nel luglio 1488 in una grotta sulle rive del fiume Nidd, vicino a Knaresborough; sua madre Agatha, all'epoca quindicenne, non rivelò chi fosse il padre (secondo alcune versioni era il diavolo), e la bambina venne battezzata dall'abate di Beverley. Agatha crebbe la figlia per conto suo nella grotta per due anni, finché l'abate di Beverley, impietositosi, la fece adottare da una famiglia locale e mandò Agatha in un convento, dove morì alcuni anni dopo (secondo altre versioni, Agatha morì invece dando la figlia alla luce); Ursula, presa in giro dagli altri bambini per via delle sue brutte fattezze, passò il tempo da sola, studiando la natura e facendo pratica con le erbe medicamentose; secondo varie versioni, inoltre, attorno a lei accadevano eventi soprannaturali di vario tipo, frequentemente associati all'intervento del demonio. 
Ella era comunque un'anima pia; a ventiquattro anni sposò un carpentiere di York, Tobias Shipton (che in alcune versioni morì non molti anni dopo, prima che la coppia potesse avere dei figli). Più avanti con l'età divenne nota come "Madre Shipton" ed era considerata una strega, e si guadagnava da vivere vendendo rimedi tradizionali e predicendo il futuro, ma molte versioni la dicono anche capace di evocare e comandare spiriti e bestie magiche. 
Tra i vari eventi che avrebbe predetto figurano la morte del cardinale Wolsey prima di raggiungere York, la decapitazione di Thomas Cromwell, la distruzione dell'Ouse Bridge e della Chiesa della Trinità di York, lo scisma anglicano, i regni di Maria I ed Elisabetta I, la sconfitta dell'Invincibile Armata, il grande incendio di Londra e molti altri. Morì nel 1561 a Clifton, a 73 anni di età.

## Fonti

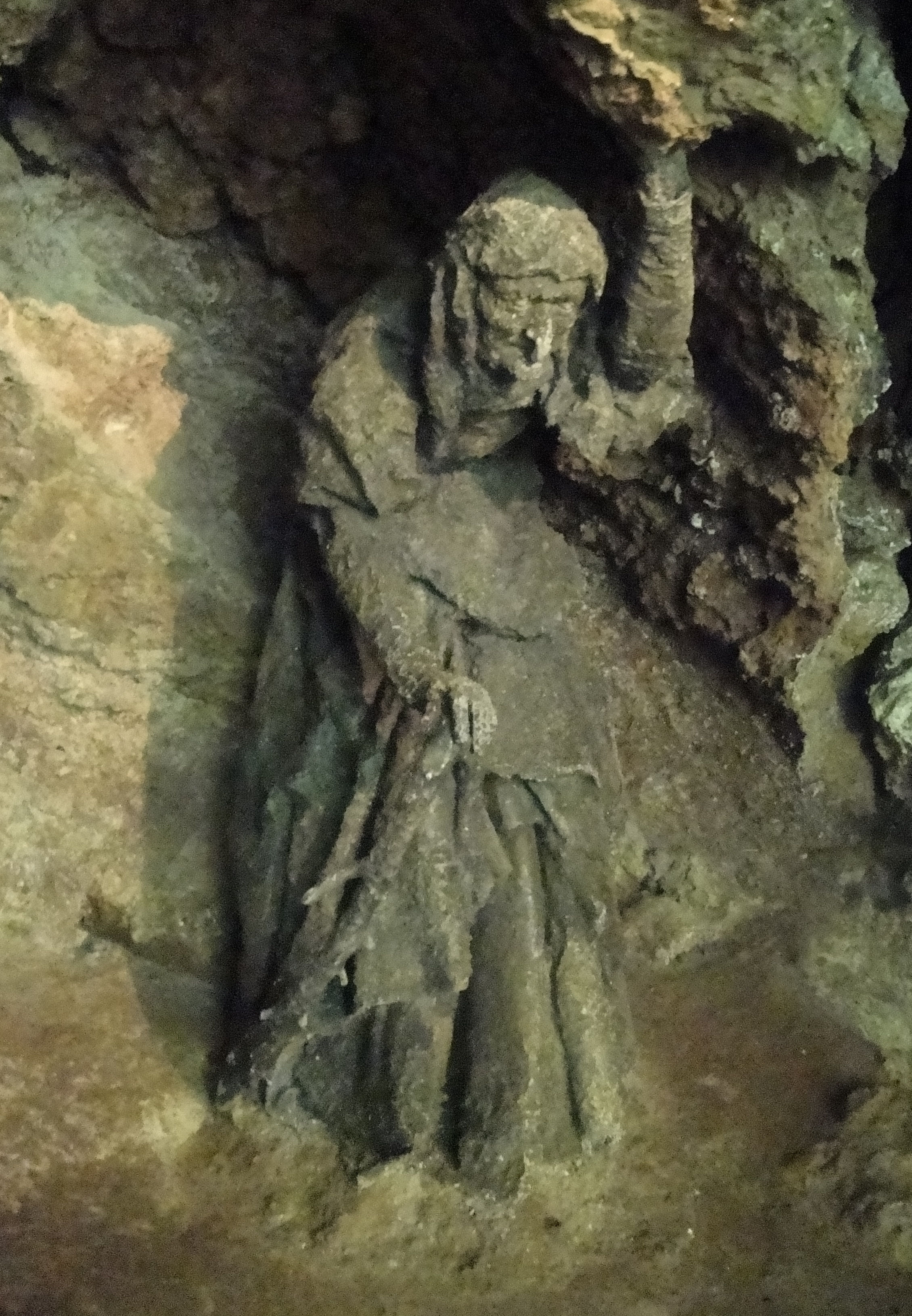
Statua raffigurante Madre Shipton nella grotta di Knaresborough

Madre Shipton non è mai menzionata nelle fonti coeve, né lo sono le sue profezie. La prima opera pervenutaci in cui è citata è un libretto intitolato The Propheceyes of Mother Shipton, pubblicato nel 1641, ottant'anni dopo la data fornita per la sua morte; in tale opera si afferma che Madre Shipton avrebbe predetto accuratamente la morte di alcuni suoi contemporanei e diversi altri eventi; le profezie contenute nel testo sarebbero state scritte da una tale Joanne Waller, a cui la stessa Madre Shipton le avrebbe riferite quando era ragazza. 
Successivamente sono apparse numerose altre opere su di lei, in ognuna delle quali le vengono attribuite nuove profezie (tutte, però, riferite ad eventi già accaduti prima della loro pubblicazione). Di particolare rilievo è la versione prodotta nel 1862 da Charles Hindley, un libraio di Brighton, il quale pubblicò una riedizione dell'opera originale inserendovi varie profezie scritte di tasca propria, riferite all'invenzione di tecnologie come la ferrovia, il telegrafo, i sottomarini e le mongolfiere, per rendere la storia più appetibile al pubblico ottocentesco; la sua aggiunta più celebre è però "The world to an end shall come / In eighteen hundred and eighty-one." ("La fine del mondo giungerà / nel milleottocento e ottantuno"): questa frase cominciò a circolare molto in Inghilterra con l'avvicinarsi del 1881, causando notevole scompiglio popolare.